# Rabah Yousif
Rabah Mahhamed Yousif Bkheit (arabisch رباح يوسف; * 11. Dezember 1986 in Omdurman) ist ein britischer Sprinter sudanesischer Herkunft, der sich auf den 400-Meter-Lauf spezialisiert hat und seit 2013 für das Vereinigte Königreich startberechtigt ist.

## Sportliche Laufbahn
2002 setzte er sich auf dem Weg zur Juniorenweltmeisterschaften in Kingston bei einem Trainingslager in Sheffield als Asylbewerber ab. Unter Anleitung der Trainerin Carol Williams wurde er 2005 und 2007 Englischer U23-Meister über 400 Meter und stellte 2007 den aktuellen sudanischen Rekord im Weitsprung auf. Seit 2005 lebte er mit seiner späteren Ehefrau Sophie Legg in Middlesbrough. 2007 wurde sein Antrag auf Asyl endgültig abgelehnt, jedoch verschaffte ihm die Heirat mit Sophie eine dauerhafte Aufenthaltsgenehmigung. Da sich seine Einbürgerung weiter verzögerte, entschied er sich, nachdem ihm die sudanischen Behörden Sicherheit zugesagt hatten, international für seine alte Heimat zu starten. 
2008 gelangte er daher bei den Afrikameisterschaften in Addis Abeba im 400-Meter-Lauf bis in das Halbfinale und schied dort mit 47,22 s aus, während er mit der sudanesischen 4-mal-400-Meter-Staffel in 3:04,00 min die Silbermedaille hinter dem Team aus Südafrika gewann. Im Jahr darauf schied er dann bei den Weltmeisterschaften in Berlin mit 45,63 s im Halbfinale aus und anschließend siegte er bei den Arabischen Meisterschaften in Damaskus in 45,15 s über 400 Meter und gewann mit der Staffel in 3:10,06 min die Bronzemedaille hinter den Teams aus Saudi-Arabien und den Vereinigten Arabischen Emiraten. 2010 schied er bei den Hallenweltmeisterschaften in Doha mit 47,21 s im Vorlauf aus und gewann anschließend in 45,18 s die Silbermedaille bei den Afrikameisterschaften in Nairobi hinter dem Libyer Mohamed Khouaja. Zudem erreichte er im Staffelbewerb nach 3:08,52 min Rang vier. Beim Leichtathletik-Continental-Cup in Split wurde er in 45,45 s Fünfter im Einzelbewerb und kam mit der afrikanischen Mannschaft auf den dritten Platz in der 4-mal-400-Meter-Staffel. 2011 schied er bei den Weltmeisterschaften in Daegu mit 45,43 s erneut im Halbfinale aus und siegte anschließend in 45,27 s bei den Afrikaspielen in Maputo. Zudem wurde er dort mit der Staffel in 3:08,67 min Vierter. Daraufhin siegte er in 45,96 s bei den Arabischen Meisterschaften in al-Ain und siegte im Staffelbewerb in 3:06,97 min. Mitte Dezember gewann er dann bei den Panarabischen Spielen in Doha in 45,87 s die Bronzemedaille im Einzelbewerb hinter dem Saudi Youssef Masrahi und Ahmed al-Merjabi aus dem Oman. Zudem sicherte er sich dort in 3:07,47 min die Silbermedaille hinter Saudi-Arabien. 2012 verzichtete er bei den Hallenweltmeisterschaften in Istanbul im Halbfinale auf einen Start. Kurz darauf wurden seine Resultate davon aberkannt, da er positiv auf Cannabis getestet wurde. Daraufhin wurde er für zwei Monate gesperrt. Im August nahm er für den Sudan an den Olympischen Spielen in London teil und gelangte dort bis ins Halbfinale, in dem er mit 45,13 s ausschied.
2013 erhielt er die britische Staatsangehörigkeit. Bei den Leichtathletik-Europameisterschaften 2014 in Zürich trug er durch seinen Einsatz im Vorlauf zum Sieg der britischen 4-mal-400-Meter-Stafette bei. Im Jahr darauf kam er mit der britischen 4-mal-400-Meter-Stafette bei den Halleneuropameisterschaften in Prag nach 3:08,56 min auf den fünften Platz. Im Sommer erreichte er dann bei den Weltmeisterschaften in Peking das Finale über 400 Meter und klassierte sich dort mit 44,68 s auf dem sechsten Platz. Zudem gewann er im Staffelbewerb in 2:58,51 min die Bronzemedaille hinter den Teams aus den Vereinigten Staaten und Trinidad und Tobago. 2016 gewann er bei den Europameisterschaften in Amsterdam in 3:01,44 min die Bronzemedaille mit der Staffel hinter Belgien und Polen. Im Jahr darauf gewann er bei den Weltmeisterschaften in London in 2:59,00 min erneut die Bronzemedaille mit der Staffel, diesmal hinter Trinidad und Tobago und den Vereinigten Staaten. 2018 startete er für England bei den Commonwealth Games im australischen Gold Coast und schied dort mit 46,05 s im Halbfinale über 400 Meter aus, während er mit der Staffel im Vorlauf nicht das Ziel erreichte. Im August schied er dann bei den Europameisterschaften in Berlin mit 45,30 s im Halbfinale über 400 Meter aus und gewann mit der Staffel in 3:00,36 min die Silbermedaille hinter den Belgiern.
Bei den IAAF World Relays 2019 in Yokohama belegte er in 3:04,96 min den fünften Platz und anschließend siegte er in 46,67 s beim Bauhaus-Galan in Stockholm. Anfang Oktober gelangte er bei den Weltmeisterschaften in Doha über 400 Meter bis ins Semifinale und schied dort mit 45,15 s aus. Zudem belegte er in der Mixed-Staffel in 3:12,27 min den vierten Platz und kam mit der Männerstaffel im Finale nicht ins Ziel. Im Jahr darauf siegte er in 46,39 s beim Memoriał Ireny Szewińskiej und in 46,02 s auch beim 56. Palio Città della Quercia in Padua. Bei den World Athletics Relays 2021 im polnischen Chorzów wurde er in 3:18,87 min Fünfter in der Mixed-Staffel.
2015 wurde Yousif Britischer Meister über 400 Meter.

## Persönliche Bestleistungen
- 400 Meter: 44,54 s, 24. August 2015 in Peking
  - 400 Meter (Halle): 46,24 s, 20. Februar 2010 in Birmingham (sudanesischer Rekord)
- Weitsprung: 7,61 m, 5. Mai 2007 in London (sudanesischer Rekord)